# Leptosphaeria cruenta
Leptosphaeria cruenta är en svampart som beskrevs av Sacc. 1881. Leptosphaeria cruenta ingår i släktet Leptosphaeria och familjen Leptosphaeriaceae.   Inga underarter finns listade i Catalogue of Life.